# Mehdi Miftah
Mehdi Miftah, né le 10 août 1993 à Fès, est un footballeur marocain. Il évolue au poste de gardien de but au sein du club du RS Berkane.

## Biographie
Formé au Wydad de Fes, il fait ses débuts professionnels en D2 marocaine.
Le 25 juin 2015, il signe un contrat au DH El Jadida et dispute ses six premiers matchs en Botola Pro. Le 6 septembre 2015, il dispute son premier match avec le club en championnat contre le KAC de Kénitra (match nul, 0-0).
Le 15 août 2016, il s'engage pour deux saisons au MAS de Fes. Le 9 septembre 2017, après de longues mois d'absence à la suite d'une blessure, il dispute son premier match avec le club face au Ittihad Zemmouri de Khémisset (victoire, 1-0). Avec ce club, il remporte pour la première fois la Coupe du Maroc.
Le 10 juin 2018, il s'engage pour trois saisons au Mouloudia d'Oujda. Le 11 juin 2019, il dispute son premier match avec le club face à l'Olympique de Khouribga (défaite, 3-1).

## Palmarès
MAS de Fes
- Coupe du Maroc (1) :
  - Vainqueur : 2026

 Wydad AC
- Ligue africaine de football
  - Finaliste : 2023

 RS Berkane
- Botola Pro (1) :
  - Champion : 2024-25
- Coupe de la confédération (1) :
  - Vainqueur : 2024-25